# مارك ميجر
مارك ميجر هو لاعب هوكي الجليد كندي، ولد في 20 مارس 1970 في تورونتو في كندا.

## وصلات خارجية
- مارك ميجر على موقع دوري الهوكي الوطني (الإنجليزية)
- مارك ميجر على موقع EliteProspects.com (الإنجليزية)
- مارك ميجر على موقع HockeyDB.com (الإنجليزية)
- مارك ميجر على موقع Hockey-Reference.com (الإنجليزية)